# Пирейко, Лия Александровна
Лия Александровна Пирейко (27 декабря 1928 года, Москва) — советская иранистка, кандидат филологических наук, талышевед, младший научный сотрудник сектора иранских языков (до 1989 г.).

## Биография

### Семья
Лия Александровна Пирейко родилась в городе Москве 27 декабря 1928 года в семье партийного работника Александра Максимовича Пирейко и Марии Сергеевны (в девичестве - Игнатовой). Отец Лии Александровны происходил из крестьянской семьи в Западной Беларуси. Был участником Первой мировой войны. С установлением советской власти сумел сделать хорошую партийную работу. Мария Сергеевна Игнатова родилась в Ростовской области и происходила из семьи донских казаков. Её отец до Гражданской войны был крупным торговцем зерном, но во время Гражданской войны его имущество было экспроприировано.

### Учёба и начало карьеры
Лия Александровна пошла в школу в 1935 году в 59-й школе на Староконюшенном переулке. Один год ей пришлось пропустить из-за начавшейся войны: в августе 1941 году Мария Сергеевна с детьми эвакуировалась в Северный Казахстан. Позже в конце 1942 году они переехали в Узбекистан, где жили под Ташкентом до ноября 1943 года. Позже в 1947 году в Москве окончила с серебряной медалью школу. При поступлении выбрала филологию и в том же 1947 году поступила на восточное отделение филологического факультета Московского государственного университета (МГУ).
В МГУ она впервые и познакомилась с одним из крупнейших советских иранистов Борисом Всеволодовичем Миллером, который организовал в 1943 году на филологическом факультете МГУ кафедру иранской филологии. Помогала ему в этом Вера Сергеевна Расторгуева, ученица другого крупного советского ираниста Ивана Ивановича Зарубина.  Они вдвоем были главными сотрудниками кафедры в те годы и заложили её основы.
После окончания Лией Александровной филологического факультета в 1952 году Борис Всеволодович Миллер рекомендовал её в аспирантуру и стал её научным руководителем. В аспирантуре начала заниматься в основном талышским и курдским языками. В 1953 году Борис Всеволодович тяжело заболел и вынужден был оставить должность заведующего кафедрой, но продолжал переписку с Лией Александровной и помогал ей советами и замечаниями, однако в подобных условиях полноценно руководить работой аспиранта было невозможно. Он попросил В.С. Расторгуеву взять Лию Александровну под свою опеку. С осени 1955 года Л. А. Пирейко стала младшим научным сотрудником Института языкознания АН СССР.

### Поездка в Талышистан
Летом 1956 года Лия Александровна впервые поехала в Талышистан изучать язык коренного населения - талышей. Борис Всеволодович по-отечески напутствовал ей: "Желаю Вам успеха в работе. Вы будьте осторожны относительно малярии. Она, вероятно, еще не перевелась в Талыше. Следуйте советам врачей. После захода солнца одевайтесь теплей".
В 1956 году она подготовила диссертацию на тему «Сравнительная характеристика прошедших времен переходных глаголов в курдском и талышском языках», однако защита не состоялась из-за нового постановления ВАК, согласно которому нельзя было защищаться без публикаций. До поездки 1956 г. Лия Александровна была знакома лишь с одним талышом - аспирантом МГУ астаринцем Мирзой Рагимовым (1929-2015), впоследствии профессором факультета востоковедения Бакинского государственного университета. За время поездок она нашла не только информантов, но и товарищей в самых разных уголках талышского края. Здесь же она встретилась со своим будущим мужем талышом Фарзуллой, мать Мирзы Рагимова привела её в дом новых информантов Мамедовых, где они и познакомились. В 1957 году они переехали в Москву, где и поженились. В декабре 1958 года родилась их старшая дочь Мария, а в 1960 года - младшая Лейла.
В 1957, 1960, 1961 годах она проводила полевые сезоны в Талышистане и собирала языковой материал. Лия Александровна в течение следующих лет переработала свою диссертацию и в 1964 году защитила её (Эргативная конструкция в северо-западных иранских языках).
Позже жизненные обстоятельства вынудили ее искать дополнительную работу и продолжая числиться сотрудником Института языкознания, она заключила договор с Минздравом и в 1971 году уехала работать переводчиком в Афганистан в больницу, обслуживавшую кабульских чиновников, откуда вернулась через два года.
В 1973 году она провела еще один полевой сезон в Талышистане. И на основе всех собранных материалов в 1976 году сумела опубликовать свой главный научный труд - “Талышско-русский словарь” (6600 слов). Выпустившее словарь издательство "Русский язык" предполагало, что книга не вызовет широкого интереса у читателей, потому ограничила её тираж в 1500 экземпляров. В реальности словарь стал библиографической редкостью, так как работа вызвала ажиотаж среди населения, особенно среди талышей. В переписку с ней вступили известные талышские филологи - автор первой талышской грамматики Аваз Садыхзода (1942-1999), известный талышевед и тюрколог Новрузали Мамедов (1942-2009), Мамедов М.А. (все трое - сотрудники Института языкознания АН АзССР).
В одном из своих интервью Лия Александровна сказала:
Талыш всегда был в моем сердце. Можно даже сказать, что я срослась с ним.
В 1980 году Лия Александровна уехала в Афганистан во второй раз и проработала там еще три года. С 1983 по 1989 год она продолжала работать в Институт языкознания, после чего вышла на пенсию. Кроме талышей, Лия Александровна Пирейко занималась и другими иранскими народами - курдами, заза, горани, гиляками.
В 1992 году и 1997-1998 годах жила у младшей дочери в Кливленде. А всё остальное время живёт в Москве. В начале октября 2010 года в Москве талышский деятель, учёный Гилал Мамедов провёл беседу с Лией Пирейко, она много интересного рассказала о своём учителе профессоре Миллере.